# Алексіс Голмс
Алексіс Голмс (англ. Alexis Holmes; нар. 28 січня 2000) — американська легкоатлетка, яка спеціалізується на спринті.

## Спортивні досягнення
Олімпійська чемпіонка з естафетного бігу 4×400 метрів (2024). Фіналістка (6-е місце) олімпійських змагань з бігу на 400 метрів (2024).
Чемпіонка світу зі змішаного естафетного бігу 4×400 метрів (2023).
Чемпіонка світу в приміщенні з естафетного бігу 4×400 метрів (2025). Срібна призерка чемпіонатів світу в приміщенні з бігу на 400 метрів (2025) та естафетного бігу 4×400 метрів (2024). Бронзова призерка чемпіонату світу в приміщенні з бігу на 400 метрів (2024).
Чемпіонка Світових естафет з естафетного бігу 4×400 метрів (2024).
Бронзова призерка чемпіонату США з бігу на 400 метрів (2024).
Чемпіонка США в приміщенні з бігу на 400 метрів (2024, 2025).
Ексрекордсменка світу зі змішаного естафетного бігу 4×400 метрів — 3.08,80 (2023).